# Groot-Hessen
Groot-Hessen (Duits Groß-Hessen) was de provinciale benaming voor een staat in Duitsland die gesticht werd door de Amerikaanse militaire regering aan het einde van de Tweede Wereldoorlog. De staat werd gevormd door de Geallieerde Controleraad op 19 september 1945. De staat bestond tot de oprichting van de moderne Duitse deelstaat Hessen op 1 december 1946.

## Formatie
Groot-Hessen ontstond uit delen van drie Duitse staten die werden ontbonden na het einde van de Tweede Wereldoorlog.
- De delen van de volksstaat Hessen die ten oosten van de Rijn lagen, Opper-Hessen met hoofdstad Gießen en Starkenburg met hoofdstad Darmstadt.
- De Pruisische provincies Hessen met hoofdstad Kassel en Nassau met hoofdstad Wiesbaden.

De resterende delen van Rijn-Hessen met hoofdstad Mainz en het westelijke deel van de provincie Nassau waaronder het Westerwald, delen van de Taunus en de Rijn en de Lahn, werden onderdeel van de Franse bezettingszone in Duitsland en later onderdeel van de moderne deelstaat Rijnland-Palts. De afscheiding van delen van Rijn-Hessen aan Groter-Hessen
zorgde ervoor dat Mainz zes districten kwijtraakte die ten oosten van de Rijn lagen, ondanks dat de naam doet denken alsof ze nog onderdeel van Mainz zijn zoals Mainz-Kastel, nu een district van Wiesbaden.
Een aantal andere territoriale veranderingen vonden plaats. De exclave van Bad Wimpfen, die voorheen onderdeel was van de Hessische provincie Starkenburg, werd onderdeel van het Amerikaanse Württemberg-Baden. Een klein deel van de Pruisische provincie Hessen, waaronder de stad Schmalkalden, werd onderdeel van de Sovjet-bezettingszone in Duitsland en werd onderdeel van de deelstaat Thuringen.
De nieuwe staat werd Groot-Hessen genoemd omdat de delen van het landgraafschap Hessen terug samen kwamen na 400 jaar, namelijk sinds hun opdeling in 1567, het jaar waarin Filips I van Hessen stierf.

## Nieuwe hoofdstad
Proclamation No. 2 van de Geallieerde Controleraad bepaalde dat het gebied waaruit Groot-Hessen ging bestaan, nog geen hoofdstad was aangewezen. Er waren vier opties
- Frankfurt, de voormalige koninklijke vrije stad was verreweg de grootste stad in de nieuwe staat. Frankfurt had historische troeven zoals dat er in deze stad het Heilige Roomse Rijk keizersverkiezingen werden gehouden en er een parlement was tijdens de Duitse Bond. In 1866 had Pruisen Frankfurt geannexeerd en behield de stad een apart provinciaal bestuur. Frankfurt werd beschouwd als de ideale kandidaat om in de toekomst de nieuwe nationale hoofdstad te worden van West-Duitsland, omdat een verenigd Berlijn geen optie was. Frankfurt wilde de positie van hoofdstad van Hessen niet omwille van haar aparte geschiedenis en het gebrek aan identificatie met de nieuwe Hessische staat. Een andere reden om niet voor Frankfurt te kiezen was dat de stad was vernietigd door geallieerde bombardementen tijdens de oorlog.
- Darmstadt, de vroegere hoofdstad van Hessen werd ook afgewezen vanwege de oorlogsschade.
- Kassel, de hoofdstad van de Pruisische provincie Hessen werd afgewezen niet alleen om de oorlogsschade, maar ook om de perifere ligging in de staat.
- Wiesbaden, de hoofdstad van de Pruisische provincie Nassau, had relatief weinig schade geleden van de oorlog. Bijkomende argumenten zoals haar ligging in het Rijn-Maingebied en een grote Amerikaanse militaire aanwezigheid, met een  regionale zetel van de militaire regering; grote legerbasis, zorgden ervoor dat Wiesbaden de beste keuze was.

Op 12 oktober 1945 werd de eerste organisatorische beschikking de zogeheten Organisationsverfügung Nr. 1 voor Groot-Hessen aangekondigd. Het eerste punt op de agenda was dat Wiesbaden de hoofdstad voor Groot-Hessen zou worden. De regel ging in om twaalf uur.

## Regering
In aanvulling op het besluit om Wiesbaden als hoofdstad van Hessen te verkiezen, werd op 12 oktober 1945 de onderwijzer Karl Geiler als minister-president verkozen. Geiler verving de SPD-politicus Ludwig Bergsträsser, die een maand minister-president was en in functie zou blijven totdat er een opvolger verkozen zou worden.
Op 22 november 1945, werd de grondwet van Groot-Hessen Staatsgrundgesetz des Staates Groß-Hessen geïntroduceerd. Deze grondwet werd op 1 december 1946 vervangen door de oprichting van de deelstaat Hessen. Op de dag dat Hessen was opgericht werden er voor het eerst verkiezingen gehouden die leidden tot de benoeming van Christian Stock op 20 december als de eerste democratisch gekozen minister-president van Hessen.